# Hugo av Payens

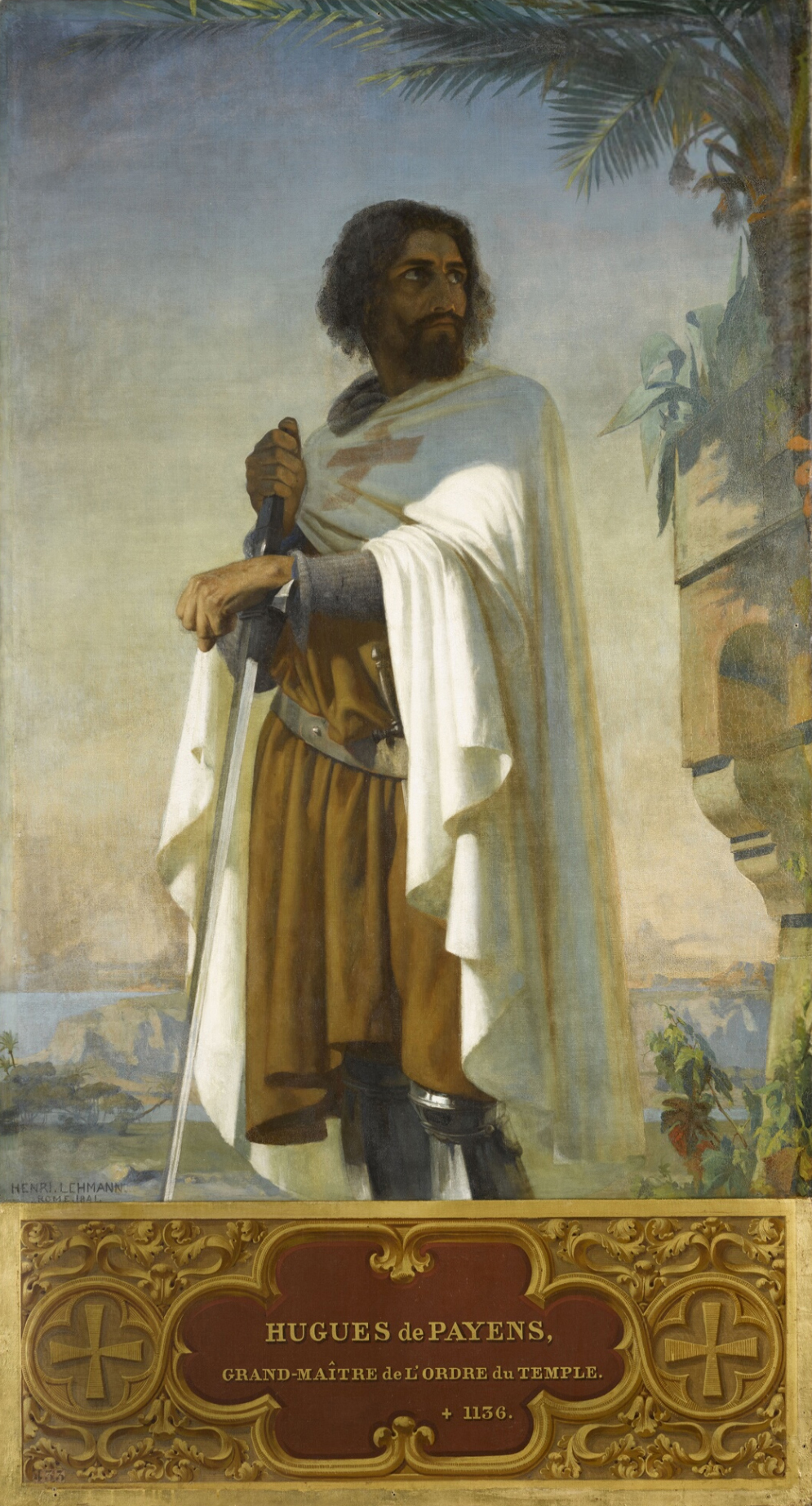
Hugo av Payens, oljemålning av Henri Lehmann (1841).

Hugo av Payens, född ca 1070, död 1136, var tempelherreordens förste stormästare och en av de första nio riddarna som grundade orden.
Han deltog i det första korståget och stod under Godfroi de Boullions befäl. Han ledde sedan orden i nästan 20 år och byggde upp den till en mäktig organisation. I Rom fick han påvens godkännande och tempelherreorden blev därmed en religiös militärorden, den första av sitt slag. 1128 reste han till London, för att samla in pengar till orden, och grundade även det första ordenshuset i England under denna resa.